# Masca (serial)
Masca (engleză The Mask: Animated Series sau The Mask) este un serial de animație american bazat pe filmul cu același nume. S-a difuzat din 12 august 1995 până în 30 august 1997 pe CBS, numărând 3 sezoane și 54 de episoade, și și-a obținut propria serie de benzi desenate scurtă mai târziu numită Adventures of The Mask. John Arcudi, fost scriitor al benzilor desenate originale, a scris două episoade ale acestui desen. Inițial s-a difuzat în timpul blocului CBS Kidshow de sâmbătă dimineața dar după ce s-a anulat, a fost mutat pe Cartoon Network (unde s-a difuzat și filmul inițial).
Cu toate că acest serial împrumută elemente ale filmului original, se bazează mai mult pe umor în genul regizorului Tex Avery și de cele mai multe ori încalcă legile realității (ceea ce este tipic pentru desenele animate de pe vremea atunci curentă).
Masca este unul dintre cele trei seriale de desene animate bazate pe filme cu Jim Carrey, celelalte două fiind  Ace Ventura: Pet Detective și Dumb and Dumber.
În România, serialul s-a difuzat la început pe Cartoon Network și mai târziu pe Boomerang (doar în cehă).

## Personajele
- Stanley Ipkiss/Mask
- Milo
- Kellaway
- Pretorius
- Skillit

## Episoade

### Sezonul 1
1. The Mask Is Always Greener on the Other Side - partea 1
2. The Mask Is Always Greener on the Other Side - partea 2
3. Shadow of a Skillit
4. Sister Mask
5. The Terrible Twos
6. Baby’s Wild Ride
7. Bride of Pretorius
8. Double Reverse
9. Shrink Rap
10. Mayor Mask
11. Martian Mask
12. How Much Is That Dog in the Tin Can?
13. All Hallow’s Eve
14. Split Personality
15. Santa Mask

### Sezonul 2
1. A Comedy of Eras
2. Goin’ for the Green
3. Flight as a Feather
4. The Good, the Bad and the Fish Guy
5. Malled
6. Channel Surfin’
7. Mask au Gratin
8. Jurassic Mask
9. You Oughta Be in Pictures
10. For All Mask Kind
11. Up the Creek
12. Boogie with the Man
13. What Goes Around Comes Around
14. All Hail the Mask
15. Power of Suggestion
16. Mr. Mask Goes to Washington
17. Rain of Terror
18. The Mother of All Hoods
19. To Bee or Not to Bee
20. Love Potion #8 1/2
21. Cool Hand Mask
22. Broadway Malady
23. Enquiring Masks Want to Know
24. Future Mask
25. Sealed Fate
26. (Angels Wanna Wear My) Green Mask
27. Mutiny of the Bounty Hunters
28. Convention of Evil
29. The Green Marine
30. Counterfeit Mask

### Sezonul 3
1. Little Big Mask
2. Fantashtick Voyage
3. They Came from Within
4. To Have and Have Not Snot
5. Mystery Cruise
6. The Goofalotatots
7. When Pigs Ruled the Earth
8. Magic
9. The Aceman Cometh

## Legături externe
- Masca la Internet Movie Database
- Masca (serial) la Big Cartoon DataBase
- Masca la TV.com